# Джей Добинс
Джей Добинс (на английски: Jay Dobyns) е бивш американски специален агент от „Бюрото за алкохол, тютюн, огнестрелни оръжия и взривни вещества“ на САЩ, лектор, актьор, продуцент и писател на бестселъри в жанра мемоари.

## Биография и творчество
Джей Антъни Добинс е роден на 24 юли 1961 г. в Хамънд, Индиана, САЩ. Израства в Тусон, Аризона. Многостранен е като спортист в гимназията и след завършването ѝ отива в Университета на Аризона, за да играе футбол в отбора на университета. През 1985 г. завършва с бакалавърска степен по публична администрация. След колежа играе за кратко в Канадската футболна лига (1985) и в Американската футболна лига (1986), преди да вземе решение да стане федерален агент.
През 1987 г. става специален агент в Бюрото за алкохол, тютюн и огнестрелни оръжия. Само 4 дни по-късно при задържане на заподозрян е прострелян от него в гърдите. След успешното си лечение той отказва пенсиониране по инвалидност и се връща на работа. В продължение на 20 години извършва над 500 операции под прикритие, развивайки опит в разследванията на насилствени престъпления, трафика на оръжия и наркотици, нападения на банди, кражби и наемни убийства. Работи и като инструктор в Националната академия на бюрото. За постиженията си получава различни награди и отличия.
През април 2002 г. става престрелка между членове на клубовете на рокерите от „Ангелите на ада“ (Hells Angels) и „Монголите“ (Mongols), което става повод за разследване от страна на бюрото. В продължение на 2 години той успява да се внедри като пълноправен член в „Hells Angels“, след като изфабрикува доказателства, че е убил член от „Монголите“. Операцията е определена като успешна, но поради вътрешни противоречия в бюрото някои от обвинените са оправдани. През 2004 г. неговата самоличност е разкрита, заради което той получава многократни заплахи от засегнатите клубове. Той и семейството му са поставени под закрила, която е оттеглена през 2008 г., а 4 месеца след това домът му е подпален и унищожен. Атаката става основание за взаимни обвинения между Добинс и бюрото, че той не е бил защитен професионално, какко и множество вътрешни разследвания и съдебни дела, основното от които той печели през 2014 г.
През 2009 г. е издадена книгата му „No angel: изтерзаният ми поход към вътрешния кръг на Хелс Ейнджълс“, която става бестселър и го прави международно известен. Самият той става прототип на герои във филми и книги.
През 2014 г. напуска бюрото и основава собствена компания, която предлага лекции и обучение. Основава „FoFig Films“, независима филмова компания, специализирана в документални криминални филми.
В книгата си „Catching Hell – A True Story of Abandonment and Betrayal“ от 2017 г. описва живота си и проблемите си с бюрото.

## Произведения
- No Angel – My Harrowing Undercover Journey to the Inner Circle of the Hells Angels (2009) – с Нилс Джонсън-Шелтън
No angel: изтерзаният ми поход към вътрешния кръг на Хелс Ейнджълс, изд. „Pro book“ (2011), прев. Емануил Томов
- Catching Hell – A True Story of Abandonment and Betrayal (2017)

### Екранизации
- 2015 Big Red Friday
- ? No Angel

### Филмография
- 2012 Danger Zone – документален сериал, себе си
- 2013 Krampus: The Christmas Devil – Боб Норис
- 2014 The Z – Хамър
- 2015 Big Red Friday – Jaybird
- 2018 Бърлога на крадци, Den of Thieves – Волфганг
- 2018 Camp Apparition – радио DJ